# Chaîne des Puys

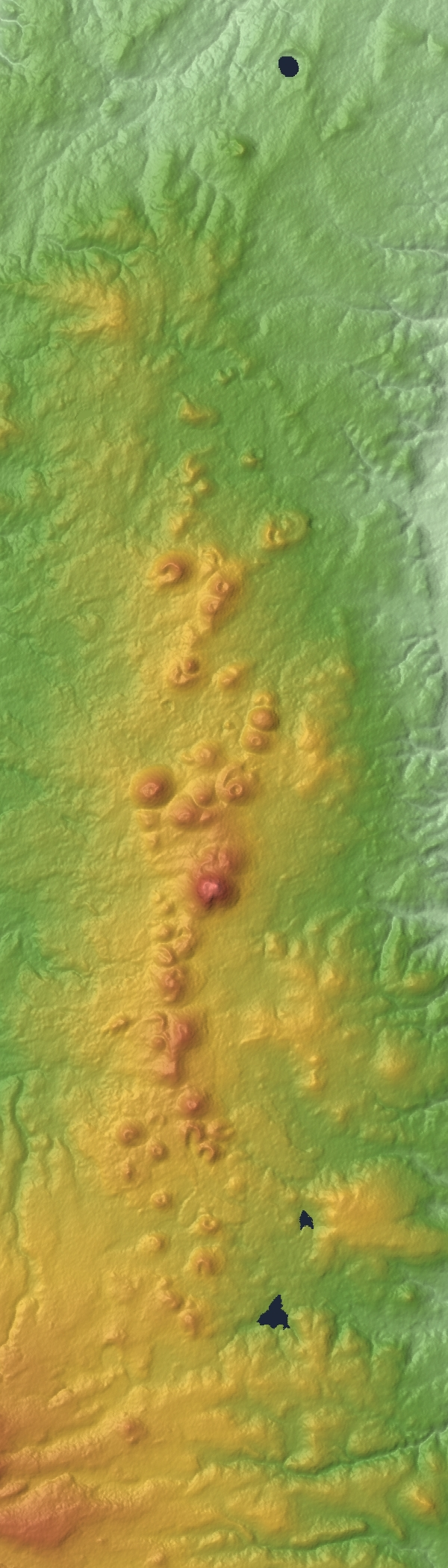
Chaîne des Puys

De Chaîne des Puys (ook Monts Dômes) is een vulkaanveld dat bestaat uit een noord-zuid keten van slakkenkegels, lavakoepels, en maren in het Centraal Massief van Frankrijk. De keten is ongeveer 40 kilometer lang. De geïdentificeerde vulkanische kenmerken bestaan uit 48 slakkenkegels, 8 lavakoepels en 15 maren en explosiekraters. Het hoogste punt is de lavakoepel van de Puy de Dôme, in het midden van de keten. De vulkanen zijn ongeveer 100.000 jaar geleden ontstaan. Sinds 2018 is de keten Unesco-werelderfgoed.
De keten is beroemd in de geschiedenis van vulkanologie, aangezien de keten het onderwerp was van het onderzoek van de Engelse geoloog George Julius Poulett Scrope. In 1827 publiceerde hij zijn klassieker Memoir on the Geology of Central France, including the Volcanic formations of Auvergne, the Velay and the Vivarais, die in 1858 opnieuw werd uitgegeven in een herziene en meer populaire vorm genaamd The Geology and extinct Volcanos of Central France. Deze boeken waren de eerste grote publicaties over de Chaîne des Puys. De analyse beschreven in de boeken legde de basis voor veel principes in vulkanologie.
Het gebied is beschermd als natuurgebied onder de naam Parc naturel régional des Volcans d'Auvergne. De plek kreeg het keurmerk Grand Site de France.
In het gebied worden van oudsher schapen gehoed. Ook waren er steengroeven. De Merovingen gebruikten lavablokken om er sarcofagen van te maken. In de voormalige steengroeve van Le Lemptégy werd puzzolaan gewonnen voor de productie van cement.

## Referenties

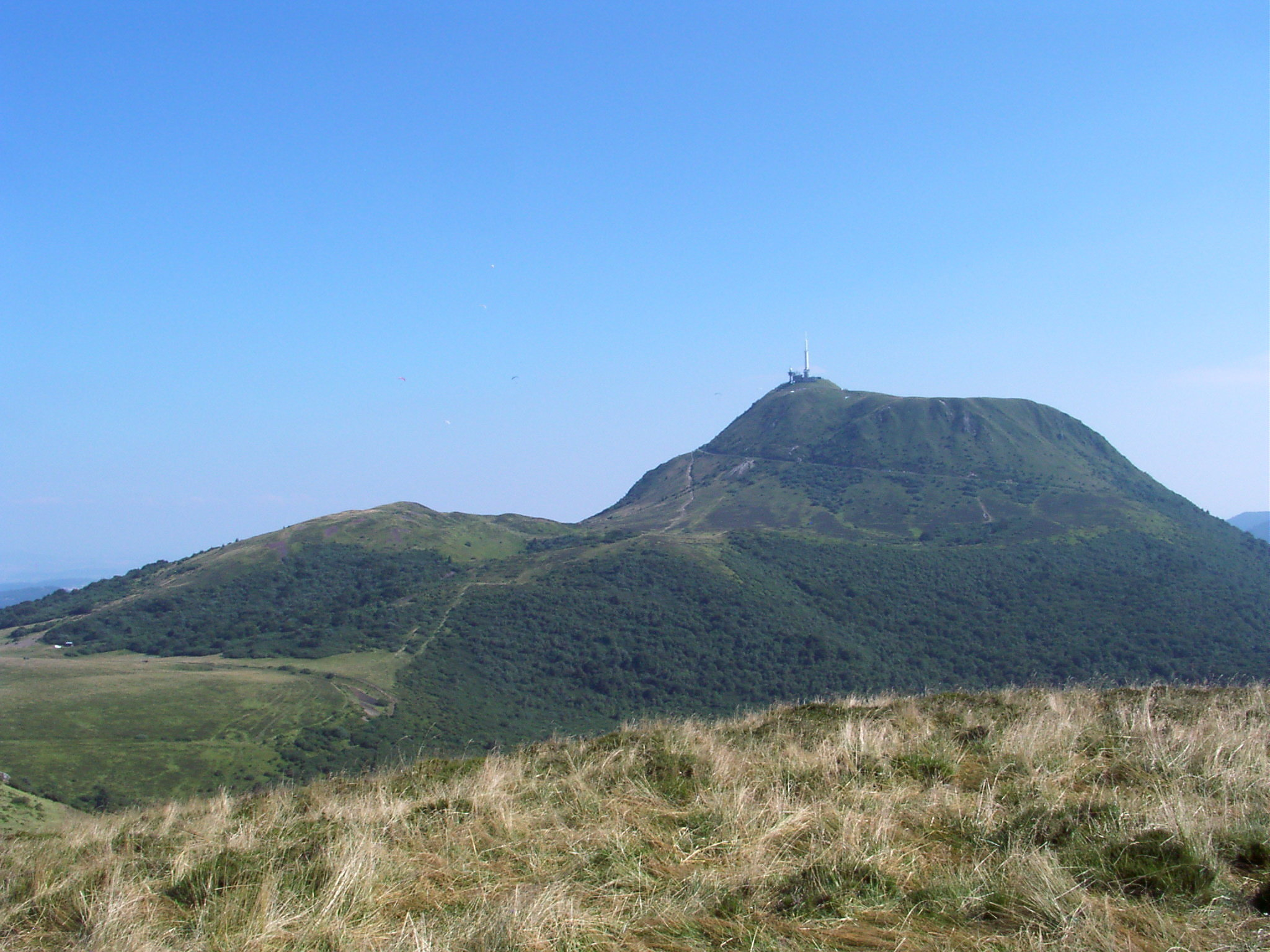
Puy de Dôme gezien vanuit het westen

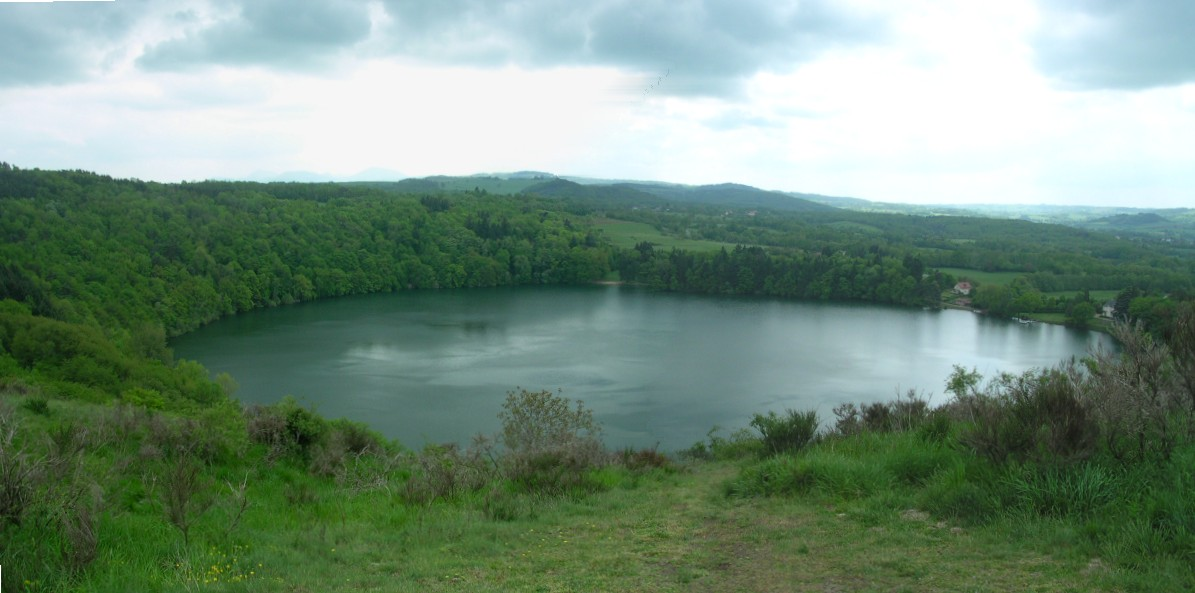
Gour de Tazenat, een maar in de Chaîne des Puys

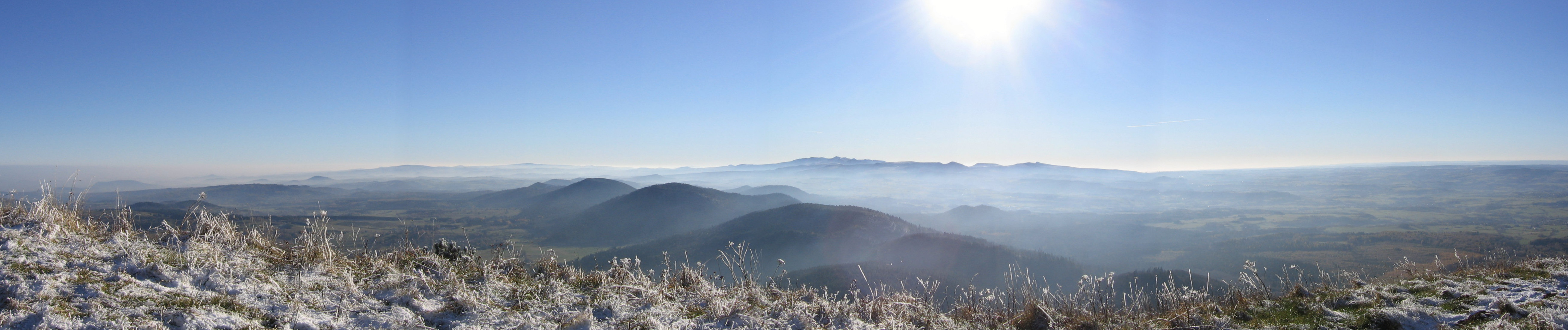
Panorama van de Chaîne des Puys in de winter

## Vulkanen (selectie)
- Puy de Dôme (1464 m)
- Puy (de) Pariou (1209 m): Dit is de op een na meest bezochte vulkaan van de streek, met in 2019 80.000 bezoekers. Deze vulkaan heeft de diepste krater van de keten. Beelden van de vulkaan werden gebruikt in een reclame van het watermerk Volvic.
- Puy de Côme (1252 m): Dit is de op een na grootste vulkaan van de keten. De vulkaan heeft een regelmatige top met een open krater.
- Puy de Lemptégy (1018 m)
- Puy de Vichatel (1095 m): Deze vulkaan heeft een 86 meter diepe krater, de op een na diepste van de keten.

## Meren (selectie)
- Gour de Tazenat: Dit is een kratermeer op het noordelijke uiteinde van de Chaîne des Puys. Het meer is bijna cirkelvormig met een doorsnede van 700 meter en een diepte van 66 meter